# Seugenhof (Dieterskirchen)
Seugenhof ist ein Ortsteil der Gemeinde Dieterskirchen im Oberpfälzer Landkreis Schwandorf (Bayern).

## Geographische Lage
Seugenhof befindet sich ungefähr zwei Kilometer südlich von Dieterskirchen nahe der Ascha.

## Geschichte
Zum Stichtag 23. März 1913 (Osterfest) wurde Seugenhof als Teil der Pfarrei Dieterskirchen mit einem Haus und 5 Einwohnern aufgeführt.
Seugenhof wurde 1964 als Ortsteil der Gemeinde Prackendorf verzeichnet. Als die Gemeinde Prackendorf 1975 aufgelöst wurde, gelangte Seugenhof zur Gemeinde Dieterskirchen.
Am 31. Dezember 1990 war Seugenhof unbewohnt und gehörte zur Pfarrei Dieterskirchen.